# Far Eastern Entomologist
Far Eastern Entomologist (ros. Дальневосточный энтомолог, Daliewostockij entomolog) – rosyjskie, recenzowane czasopismo naukowe publikujące w dziedzinie entomologii.
Czasopismo to wydawane jest przez Dalekowschodni Oddział Rosyjskiego Towarzystwa Entomologicznego oraz Laboratorium Entomologii na Wydziale Biologii i Gleboznawstwa Uniwersytetu we Władywostoku. Ukazuje się od 1994 roku z dużą częstotliwością. Artykuły publikowane są w języku angielskim z abstraktami w języku rosyjskim. Publikowane są oryginalne prace badawcze dotyczące taksonomii, systematyki, morfologii, filogenezy, biologii, ekologii i zoogeografii owadów zamieszkujących obszar od Półwyspu Czukockiego na północy po Azję Południowo-Wschodnią na południu i od Uralu na zachodzie po Japonię na wschodzie.
W 2017 roku jego wskaźnik cytowań wynosił według Scimago Journal & Country Rank wyniósł 0,305, co dawało 91. pozycję wśród czasopism poświęconych naukom o owadach.